# Friedrich Dülon
Friedrich Dülon (Oranienburg, anteriorment Bötzow, 14 d'agost de 1768 – Würzburg, Baviera, 7 de juliol de 1826) fou un compositor i flautista prussià. Cec des de l'edat de tres mesos, aprengué a tocar la flauta i va rebre lliçons d'orgue i composició musical. I a l'edat de tretze anys corregué les principal ciutats d'Europa i excità l'admiració de quants l'escoltaren per la manera brillant que interpretava les composicions més difícils. L'emperador de Rússia, Pau I de Rússia, li atorgà una pensió vitalícia. Deixà diverses obres musicals quasi totes per a flauta i violí (Leipzig, 1800), dotze variacions per a flauta i violí (Leipzig, 1800), Capricis (Leipzig, 1801), Concert en sol (Leipzig, 1801). A més, va escriure, una autobiografia, valent-se d'un alfabet en relleu que Wolke, professor de Dresden, havia inventat expressament per a ell. Aquesta autobiògraf es publicà amb el títol Dulons des blinden Flaespielers Leben und Meynungen von ihm selbst bearbeitet (Zúric, 1807).